# Катрина Кайф
Катрина Кайф, родена Катрина Туркуот, е британско-индийска актриса, известна със своите филми на хинди. Една от най-добре платените актриси в Индия, тя е получила отличия, включително четири Screen Awards и четири Zee Cine Awards, в допълнение към три номинации за Filmfare. Въпреки че отзивите за нейното актьорство са противоречиви, тя е известна и със своите танцови умения.

## Жизнен път
Кайф е родена в Хонконг на 16 юли 1983 г. Живяла е в няколко страни, преди да се премести в Лондон за три години. Тя получава първата си задача като модел като тийнейджър и по-късно преследва такава кариера. На модно шоу в Лондон индийският режисьор Каизад Густад я избира за Boom (2003), критичен и комерсиален провал. Докато Кайф създава успешна кариера на модел в Индия, тя първоначално изпитва трудности при намирането на филмови роли поради лошото си владеене на хинди. След като се появява във филма на телугу Malliswari (2004), Кайф постига успех в Боливуд с романтичните комедии Maine Pyaar Kyun Kiya? (2005) и Namastey London(2007). Следва по-нататъшен успех с поредица от боксофис хитове, но е критикувана за актьорската си игра, повтарящите се роли и склонността към филми, доминирани от мъже.
Изпълненията ѝ в трилъра New York (2009) и романтичната комедия Mere Brother Ki Dulhan (2011) са по-добре приети, спечелвайки ѝ номинации за наградата Filmfare за най-добра актриса. През този период тя участва в Ajab Prem Ki Ghazab Kahani (2009), Raajneeti (2010) и Zindagi Na Milegi Dobara (2011) и постига голям комерсиален успех в екшън трилърите Ek Tha Tiger (2012), Dhoom 3 (2013) и Bang Bang! (2014), всички от които се нареждат сред най-касовите индийски филми на всички времена. Превъплъщението на Кайф в ролята на алкохоличка в романтичната драма Zero (2018) ѝ носи наградата Zee Cine за най-добра поддържаща актриса.
В медиите актрисата често фигурира в списъците на най-популярните и привлекателни знаменитости в Индия. Редовен поддръжник на марката, тя стартира своята козметична линия Kay Beauty през 2019 г. Участва в сценични представления и е ангажирана с благотворителната организация на майка си Relief Projects India, която работи за подпомагането на деца в неравностойно положение. Кайф е омъжена за актьора Вики Каушал.